# Zampoña
La zampoña (también rondador, caramillo, o avena) es un instrumento de viento de la familia de las flautas de Pan, compuesto por tubos a modo de flautas, abiertos por un extremo y cerrados por el otro, dispuestos en forma vertical en una o dos hileras, todos de distintas longitudes y diámetros, lo que determina el sonido de cada uno al ser soplado por el tubo o ejecutor de dicha flauta, la zampoña es uno de los instrumentos más representativos de las culturas andinas. 
La zampoña es un instrumento musical andino de viento y su origen más antiguo se encuentra en el Perú, específicamente en la civilización de Caral (aproximadamente 3000 a. C.), considerada la más antigua de América. En Caral se hallaron flautas y zampoñas hechas de hueso de pelícano y caña, lo que evidencia una compleja tradición musical desde tiempos muy remotos.
Posteriormente, las culturas Nazca (200 a. C. - 600 d. C.), Wari (600 - 1100 d. C.) y Chimú (900 - 1470 d. C.) también desarrollaron y perfeccionaron la zampoña, fabricándola con caña, cerámica y otros materiales. Estas culturas plasmaron la zampoña en cerámicas, textiles y relieves, lo que demuestra su gran importancia ceremonial, ritual y artística.
Aunque hoy la zampoña es utilizada en varios países andinos, la evidencia arqueológica más antigua y abundante está en el actual territorio peruano, lo que respalda que su origen está en el Perú, tanto por antigüedad como por continuidad cultural.

## Evolución histórica de la zampoña
La zampoña es uno de los instrumentos de viento más antiguos de los Andes. A lo largo del tiempo su forma y materiales han variado desde huesos y cerámica hasta caña y metales preciosos.

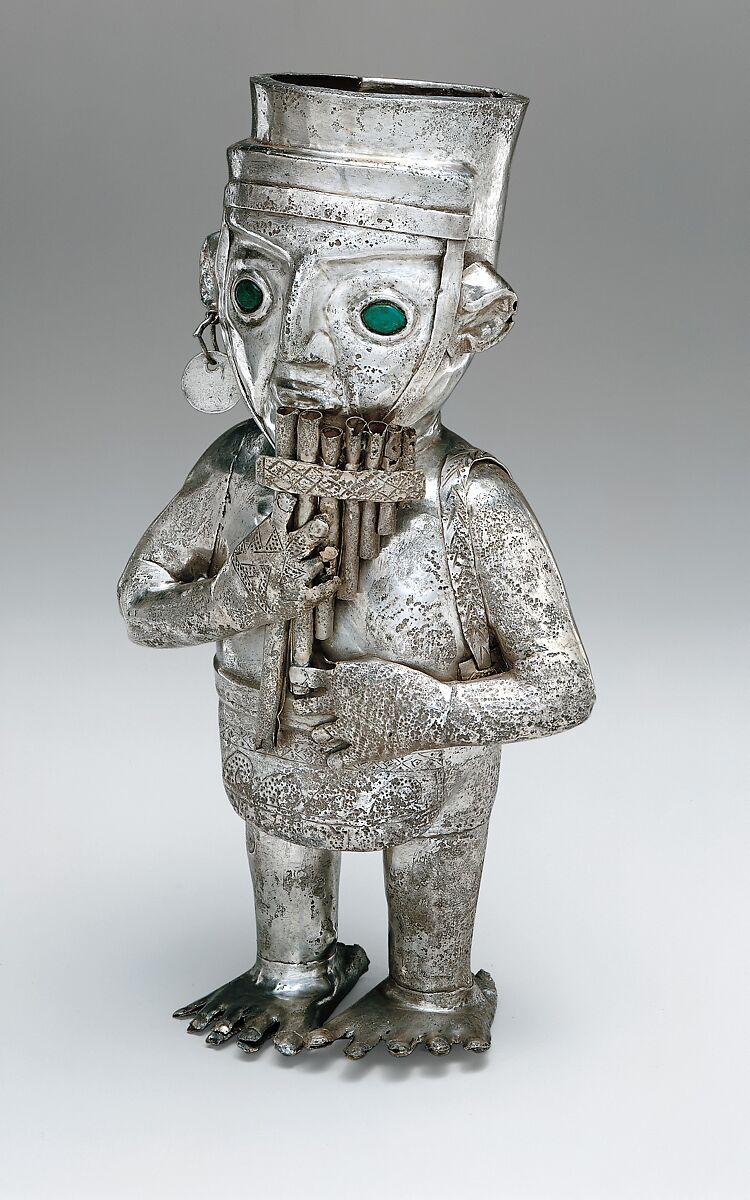
Hombre tocando zampoña (arte en plata) Cultura Chimú (900 - 1470 d.C.) Met Museum.
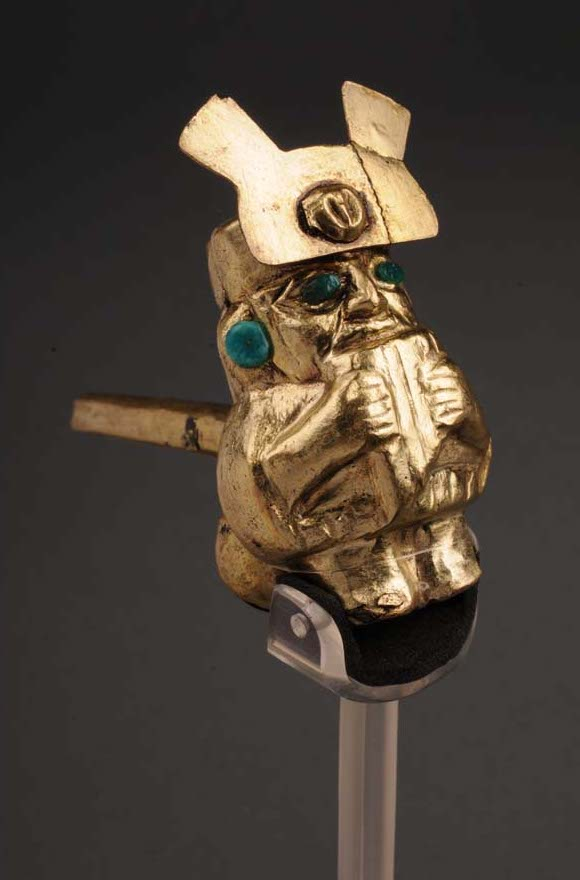
Silbato Moche (cobre dorado) Hombre tocando zampoña. (1 – 800 d.C.) Museo Larco.

La cultura Nazca, asentada en la costa sur del actual Perú entre el 200nbsp;a. C. y 750nbsp;d. C., es ampliamente reconocida por su arte cerámico policromado, sus enigmáticas líneas en el desierto y su refinado trabajo textil. Pero igualmente significativa, es su tradición musical representada en instrumentos como la zampoña. Estos instrumentos no solo cumplían funciones acústicas, sino también simbólicas, y su confección involucraba técnicas textiles complejas que reflejan la profunda relación entre música, arte y espiritualidad en el pensamiento nazca.

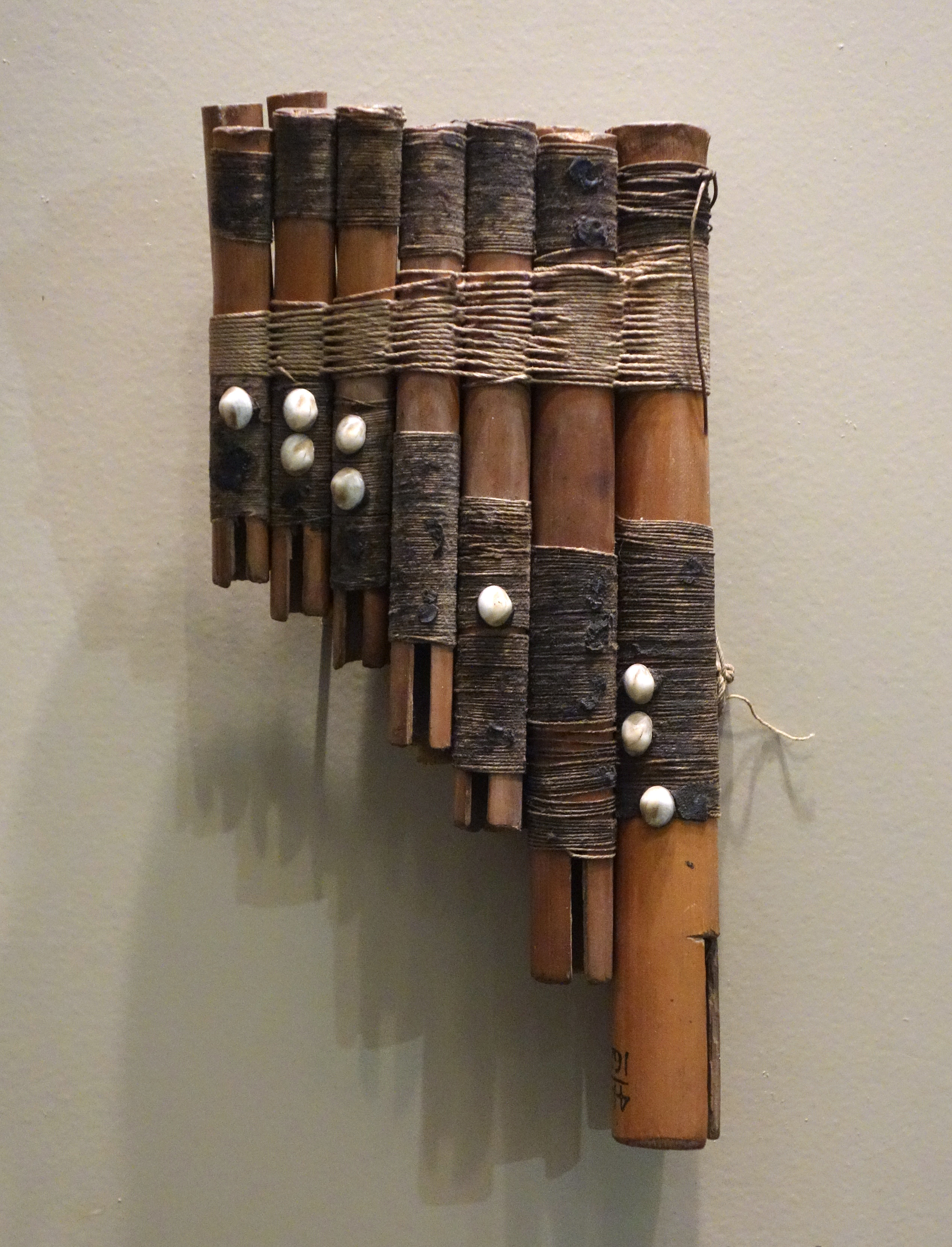
Zampoña de caña hallada en el valle de Ica, Perú. Cultura Nazca (200 a.C.–750 d.C). Museo Americano de Historia Natural, Nueva York.

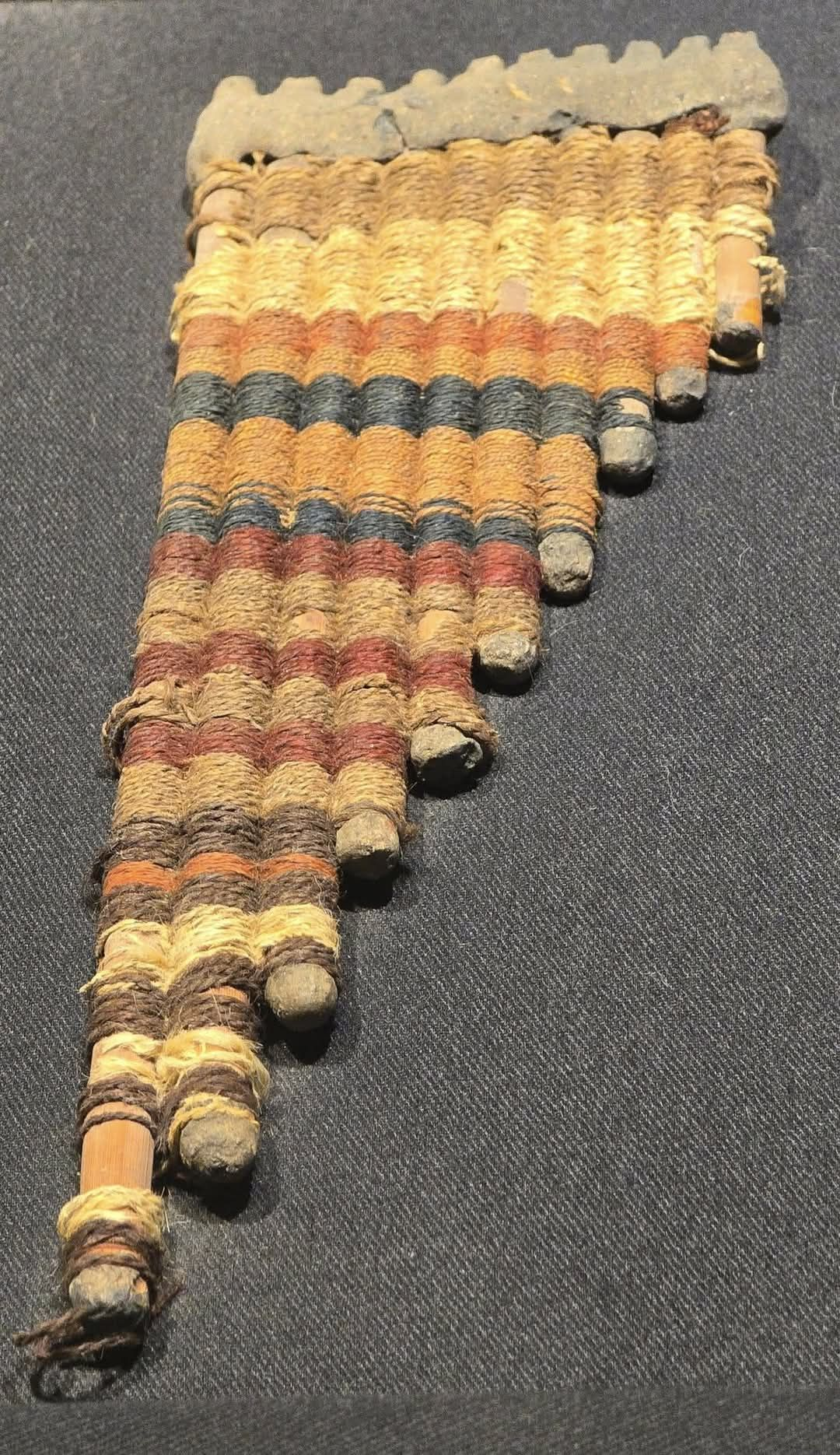
Zampoña Nazca (200 a. C.-750nbsp;d. C.) hallada en la costa sur del Perú. decorada con hilos textiles presenta tubos sonoros unidos con fibras, lo que mejora su estructura y optimiza su disposición acústica. Los hilos, además de ser funcionales, tienen diseños y colores que reflejan el arte textil nazca, evidenciando la profunda relación entre música y textil en la cosmovisión nazca, especialmente en contextos rituales y simbólicos. Museo Didáctico Antonini. Ica

La Cultura Lima fue una civilización preinca que floreció en la costa central del Perú entre los años 200nbsp;a. C. y 700nbsp;d. C. Se caracteriza por su sofisticada arquitectura, arte y uso de elementos como la zampoña en su música. Sus habitantes desarrollaron además notables habilidades en la construcción de huacas (templos) en textilería y en la producción de cerámica decorada.

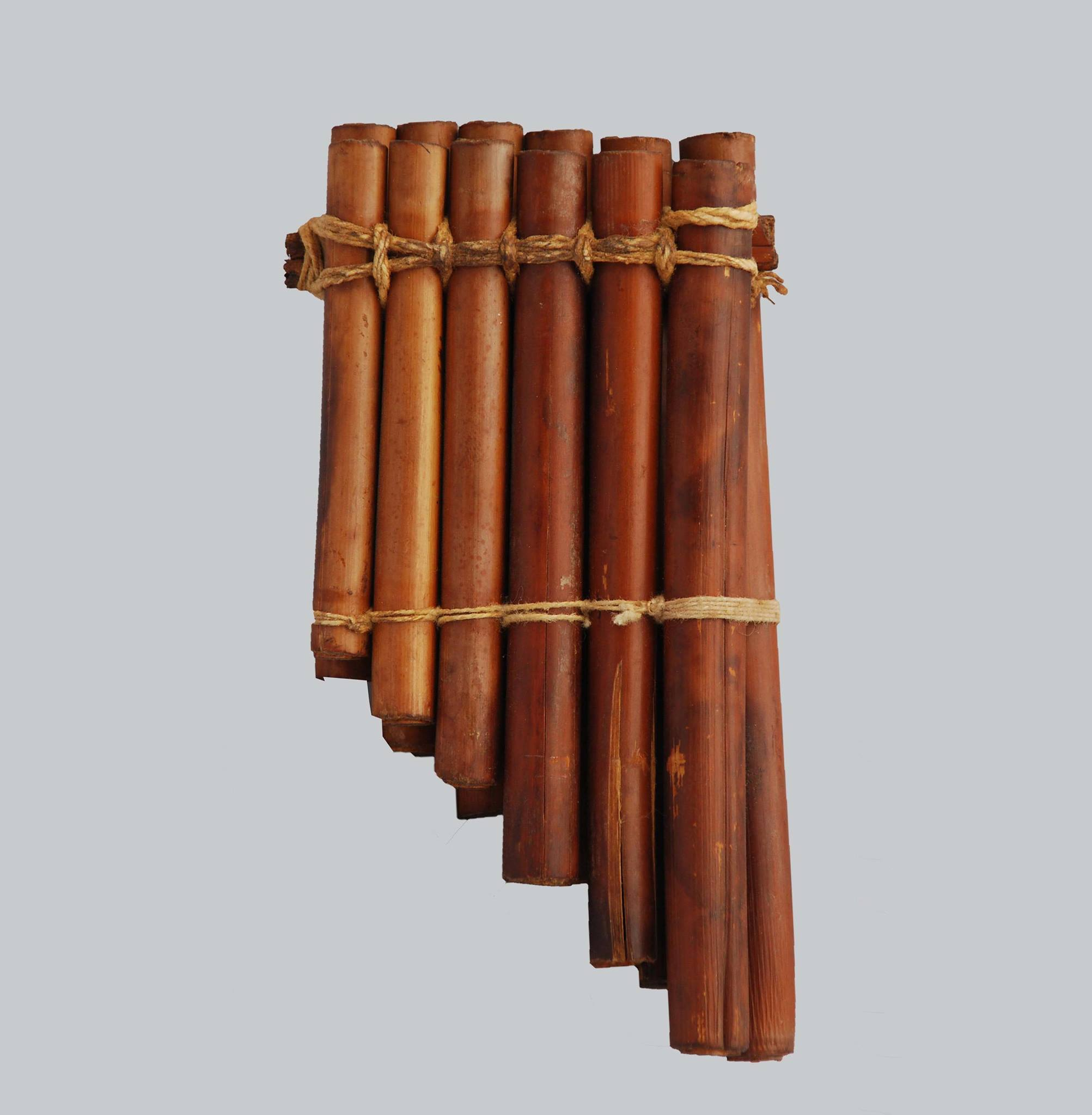
Zampoña Cultura Lima (200 a.C-700 d.C) hallada en la costa central del Perú. Museo de sitio Huallamarca-San Isidro (Lima)

La cultura Chimú, desarrollada entre aproximadamente 900 y 1470nbsp;d. C. en la costa norte del Perú, elaboró zampoñas con metales preciosos como la plata, reflejando la importancia ritual y estética de la música en su sociedad. Demostrando el alto nivel técnico alcanzado en la fabricación de instrumentos andinos.

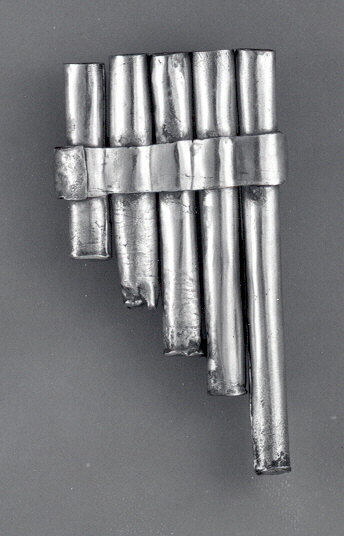
Zampoña de plata de la Cultura Chimú (900–1470 d.C.), hallada en la costa norte del Perú. Museo Metropolitano de Arte, Nueva York.

La cultura Chancay, desarrollada en la costa central del Perú entre aproximadamente 1200 y 1470nbsp;d. C., produjo zampoñas con diseños complejos, como esta de doble fila con resonadores. Su estructura revela avances en la acústica y una refinada búsqueda de nuevas sonoridades dentro de la música andina prehispánica.
Etimología

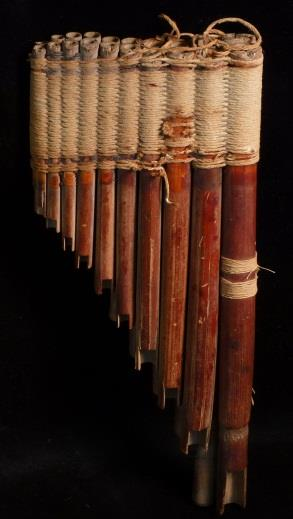
Zampoña doble fila (resonadores) de la cultura Chancay (1200–1470 d.C.), hallada en la costa central del Perú. Museo de América, Madrid.

El vocablo «zampoña» es una deformación de la palabra española «sinfonía», que designaba a un ‘instrumento musical’ a partir del siglo XII cuando fue utilizada para referirse a la cornamusa que es un aerófono de lengüeta, o a la zanfona (también llamada zanpollía), otra deformación del vocablo grecolatino, en este caso para un cordófono de fricción. El término en sí proviene del griego συμφωνία (symfonía, de σύμ [sým]: ‘simultáneo’ y φωνος [fonós]: ‘voz, sonido’): ‘que une su voz, acorde, unánime’, a través del latín symfonĭa. Ahora bien, la zampoña no emite realmente sonidos simultáneos o acordes, sino un sonido a la vez (es un instrumento melódico, mientras que la zanfona sí puede emitir diferentes acordes por resonancia, por ejemplo, la parte superior (la que tiene de 7 a 8 tubos) se llama «arca» y la inferior «ira».
Probablemente la acepción provenga de los habitantes del altiplano, quienes la aplicarían al siku.

## Clasificación
La zampoña es un instrumento de viento usado por los pueblos originarios de la cordillera de los Andes, especialmente en el altiplano andino. En el Perú esta declarado como Patrimonio Cultural Inmaterial por el extinto Instituto Nacional de Cultura del Perú (INC) actual Ministerio de Cultura del Perú. Su origen y desarrollo se inició en la cultura Caral, Perú desde allí se difundió a otras culturas donde se extendió y desarrollo en diferentes formas y estilos hacia todo el continente.  En el sur del Perú se difundió con la cultura Wari o Huari, localizada al sur del actual Perú en el siglo V. Desde esa época ha existido una extensa variedad de ellas. Hoy se las puede clasificar en 4 grandes grupos:
- el siku o sicuri (en idioma aimara, que en castellano significa «tubo que da sonido»), vinculado principalmente a grupos de la etnia aimara del noroeste de Argentina, Chile, Bolivia y Perú.
- la antara o pusa, de uso más extendido, que abarca desde el Ecuador andino hasta las sierras del noroeste de Argentina, comprendidos Bolivia, Chile y Perú, incluida en las prácticas musicales de diversas etnias, entre ellas, quechua, aimara, colla, lican antay y otras.[15]
- el rondador, que se piensa tuvo su origen en el Perú, sur de Colombia y Ecuador durante la época prehispánica y es muy similar al capador, que es una zampoña que fue utilizada por los chibchas en rituales religiosos y que se ha encontrado en excavaciones arqueológicas.[16]

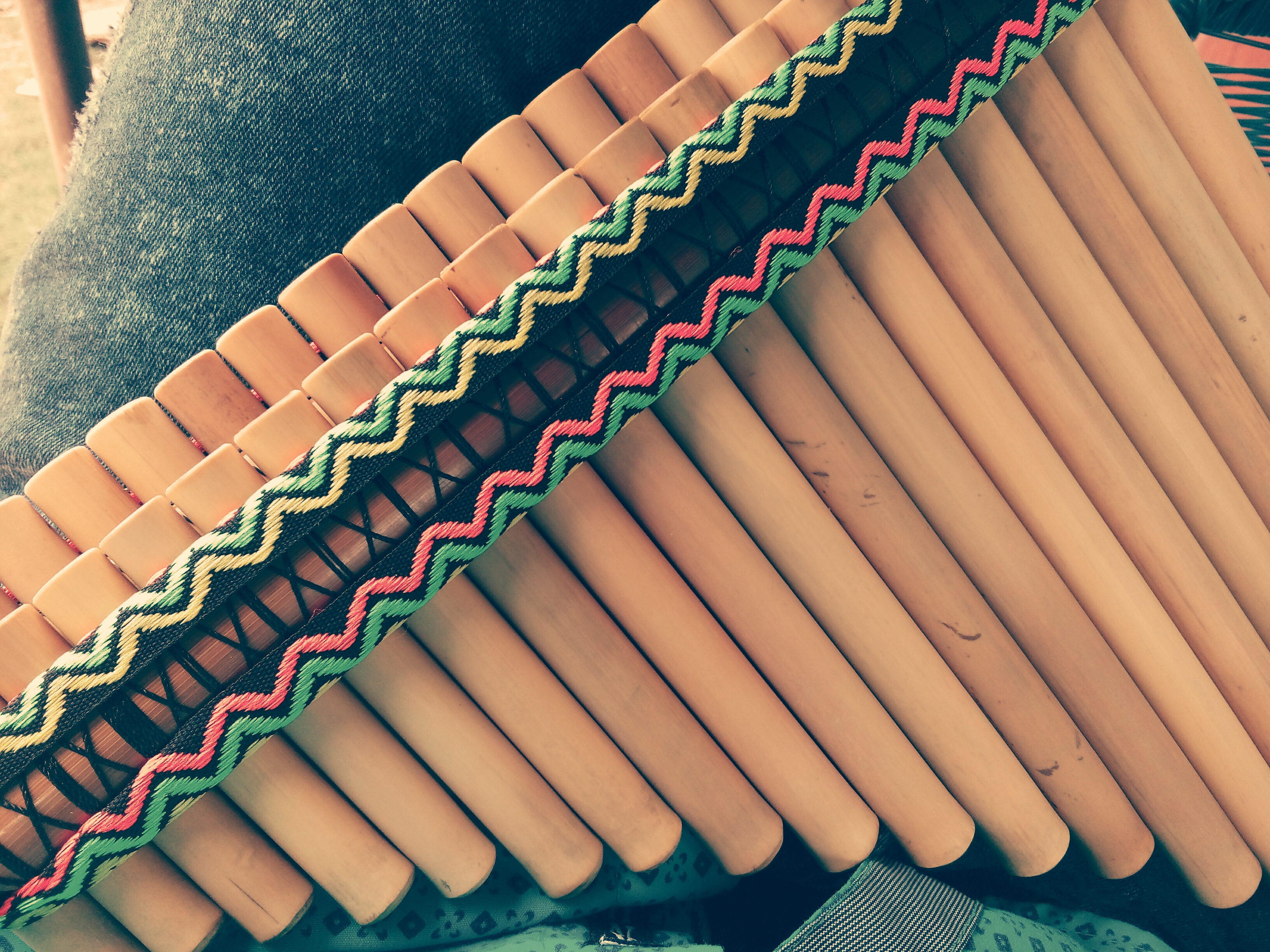
Zampoña cromática de 21 × 20.

- zampoña cromática, es una clase de zampoña que contiene todas las notas musicales, tanto las naturales como los sostenidos, pero que no fue hasta que llegaron los españoles que se hicieron más complejas para adaptarse a los nuevos instrumentos más avanzados que venían de Europa. Zampoña cromática de 21 × 20.Existe un instrumento de zampoña metálica, muy popular en el extremo sur del Perú.
- Este instrumento musical se desarrolla en las regiones de Tacna, exactamente  en los poblados de Camilaca, Cairani, Calacala, Candarave, Borogueña, Cambaya e Ilabaya. El nacimiento de la zampoña metálica se da  cuando el transporte era con animales de carga y no existían  accesos de vehículos por la zona, es allí cuando  en el ir y venir de los comerciantes traían de Bolivia  el alcohol que se vendían en latas,   comienzan a elaborar la zampoña metálica, puesto que su sonido era más potente y agarro más fidelidad en la interpretación, En la región de Tacna desde décadas la manifestación de la zampoñada ha sufrido cambios en el material de construcción desde caña a lata (metálica) y que Don Toribio Machaca (+) conjuntamente con su hijo Pablo Machaca Paniagua en el año 1940 fabricó las primeras zampoñas metálicas en el poblado de Calacala, distrito de Cairani provincia de Candarave, y como tal el congreso de la República mediante Diploma de honor de fecha 19 de abril de 2016 suscrito por el Lic. Luis Ibérico Núñez Presidente del Congreso de la República del Perú otorga a Don Pablo Machaca Paniagua el reconocimiento por el destacado aporte a la conservación de la música, a través de la elaboración de zampoñas metálicas, lo que demuestra indubitablemente que el origen de la zampoña metálica es la Región de Tacna el método de tocado se basa en el repique entre bajos y agudos (Malta, Ira). En la actualidad los máximos representantes de la zampoña metálica son  el creador de la zampoña el Sr. Cipriano Limachi de Camilaca. Don Sergio Esquía Ramos,  esta certificado por el Ministerio de Cultura del Perú, él es uno de los máximos difusores de la zampoña metálica de Tacna.
- El estilo de toque de la zampoñada, en un inicio era semejante a los pueblos del altiplano, y esta fue cambiando y adecuándose a las raíces de toda la región de Tacna consolidándose desde 1943, incluso en 1972 y 1973 los intérpretes de Camilaca y Cairani provincia de Candarave consolidaron grabaciones en acetato 2 LP de 33 RPM en el sello Virrey de la ciudad de Lima que con el transcurso del tiempo han traspasado fronteras. En 1989 desde california Estados Unidos llega un señor de nombre Bernardo con el repertorio completo del conjunto de zampoñas 4 de diciembre. en el año 2005 llega a Tacna desde Roma-Italia don Felice Clemente acompañado de un arequipeño y dama cuzqueña con la finalidad de estudiar la trayectoria de los músicos de los conjuntos de Camilaca y Cairani, incluso efectuaron la compra de instrumentos de artesanos de la región Tacna ,en esta ocasión de Don Viviano Quispe Quispe consistente en un juego de zampoña metálicas, un silbato y material de CDs, cancioneros, fotografías entre otros artículos relacionados con la zampoña metálica
- Grupos de música de zampoña metálica:
- Conjunto de zampoñas 18 de agosto de Camilaca-Candarave  Conjunto de zampoñas 24 de Julio de Camilaca-Candarave   Conjunto de zampoñas 16 de Julio de Cairani-Candarave   Conjunto de zampoñas 4 de diciembre de Cairani-Candarave   Conjunto de zampoñas 3 de mayo de Yarabamba-Cairani-Candarave   Conjunto de zampoñas de Yarabamba-Cairani-Candarave   Conjunto de zampoñas 1 de julio de Calacala-Cairani-Candarave   Conjunto de zampoñas residentes de Cairani en Sama   Conjunto de Zampoña 8 de abril de Ancocala-Cairani -Candarave   Conjunto de zampoñas 24 de septiembre de Candarave   Conjunto de zampoñas walisuma de Candarave   Conjunto de Zampoñas de San pedro-Candarave   Conjunto de zampoñas de Yucamani-Candarave   Conjunto de zampoñas de Santa cruz-Candarave   Conjunto de zampoñas de Totora-Candarave   Conjunto de zampoñas juveniles de Huanuara-Candarave   Conjunto 8 de septiembre de Quilahuani-Candarave   Conjunto de zampoñas 15 de agosto de Curibaya-Candarave   Conjunto de zampoñas 1 de septiembre de Tarata   Conjunto de zampoñas San Pedro de Ilabaya-Jorge Basadre   Conjunto de zampoñas 15 de agosto de Estique Pueblo-Tarata   Conjunto de zampoñas de Talabaya-Tarata   Conjunto de zampoñas 4 de agosto del Ticaco-Tarata   Conjunto de zampoñas Juventud de Ticaco-Tarata   Conjunto de zampoñas de Chucatamani-Tarata   Conjunto de zampoñas 24 de junio de Sitajara-Tarata   Conjunto de zampoñas 8 de diciembre de Yabroco-Tarata   Conjunto de zampoñas de Susapaya-Tarata   Conjunto de zampoñas de Tarucachi-Tarata   Conjunto de zampoñas 3 de mayo de Borogueña-Jorge Basadre   Conjunto de zampoñas los Shapis de Higuerani-Jorge Basadre   Conjunto de zampoñas de Mirave-Jorge Basadre
- Conjunto de zampoñas Amautas residente en Tacna   Conjunto de zampoñas de Ataspaca-Tacna   Conjunto de zampoñas de Alto Perú-Tacna   Conjunto de zampoñas de calientes-Tacna Conjunto de zampoñas de Caplina-Tacna Conjunto de zampoñas 3 de mayo de Tacna Conjunto de zampoñas de Coruca-Tacna Conjunto de zampoñas Amautas residente en Tacna Conjunto de Zampoñas del distrito de Ite Conjunto de Zampoñas de Pampa Sitana-Jorge Basadre Conjunto de Zampoñas de Cairani-Candarave